# Novo Cemitério de Belgrado
O Novo Cemitério (em sérvio:  Ново гробље, Novo groblje) é um complexo de cemitérios em Belgrado, Sérvia. Está localizado na rua Ruzveltova no município de Zvezdara. O cemitério foi construído em 1886 como o terceiro cemitério cristão em Belgrado e o primeiro cemitério planejado arquitetonica e urbanisticamente na Sérvia.
Exceto pelas sepulturas de cidadãos comuns, o complexo do cemitério também inclui partes especiais: sepulturas militares da Guerra Sérvio-Otomana (1876–1878), Guerra servo-búlgara de 1885, Guerras dos Balcãs e Guerras Mundiais, a Alameda dos Grandes e a Alameda dos Cidadãos Ilustres, onde algumas das pessoas mais importantes da História da Sérvia estão enterradas.

## Localização
O cemitério está localizado ao longo das ruas Ruzveltova (sede oficial, nº 50) e Mije Kovačevića, que o dividem em duas seções, esquerda ou oeste, que fica no município de Palilula, e direita ou leste, que fica no município de Zvezdara. Maior, a parte oriental é limitada pelas ruas de Mije Kovačevića ao norte, Severni bulevar a leste e Svetog Nikole ao sul. Ao norte desta seção estão os bairros de Bogoslovija e Stara Karaburma, Zvezdara II está no leste, enquanto Slavujev Venac e Bulbulder estão no sul. Menor, a parte ocidental é marcada pelas ruas Čarlija Čaplina (nordeste) e Preradovićeva (sudoeste). Está situado próximo ao bairro de Hadžipopovac.

## O complexo
O complexo consiste de um grupo de cemitérios militares e um cemitério judeu, no lado esquerdo da Ruzveltova, enquanto parte do lado direito da rua consiste em três seções arquitetônicas e memoriais: Arcadas, Alameda dos Grandes e Alameda dos Cidadãos Ilustres.

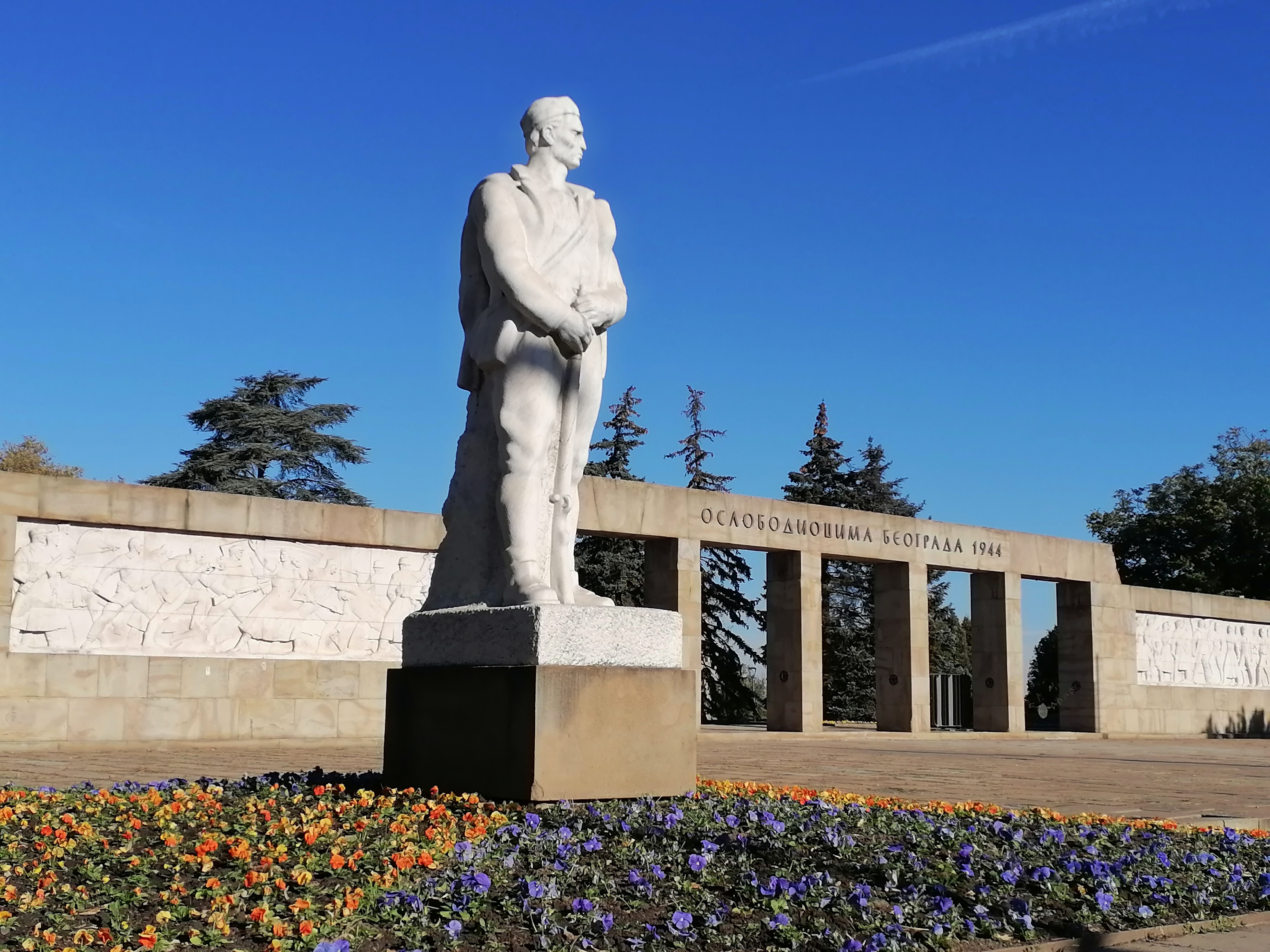
Liberators of Belgrade memorial

## Alameda dos Grandes
A Alameda dos Grandes (em sérvio:  Алеја великана / Aleja velikana) foi criada no século XIX a partir da trasladação de sepultamentos de Tašmajdan.
- Kornelije Stanković (1831–1865), compositor[5]
- Ilija Milosavljević Kolarac (1789–1878), doador[6]
- Stevan Vladislav Kaćanski (1829-90), poeta[1]
- Milan Kujundžić Aberdar (1842-93), filósofo e político[1]
- Velimir Mihailo Teodorović (1849-98), benfeitor, filho de Mihailo Obrenović[1]
- Dimitrije Tucović (1881-1914), líder socialista[4]
- Petar Kočić (1877–1916), escritor[7]
- Radomir Putnik (1847-1917), marechal de campo[4]
- Živojin Mišić (1855-1921), marechal de campo[4]
- Kosta Hristić (1852–1927), diplomata e escritor[8]
- Jovan Cvijić (1865–1927), geógrafo[9]
- Miloš Vasić (1859-1935), general e construtor de armas[4]
- Branislav Nušić (1864-1938), comediante[4]
- Slobodan Jovanović (1869–1958), filósofo e político[10]
- Stevan Hristić (1885–1958), compositor[11]
- Milunka Savić (1892-1973), mulher soldado[1]
- Vladimir Spužić (1893-1982), médico[1]
- Ivan Spužić (1928-2003), médico[1]
- Svetozar Gligorić (1923-2012), jogador de xadrez[12]

#### Alameda dos Cidadãos Distintos

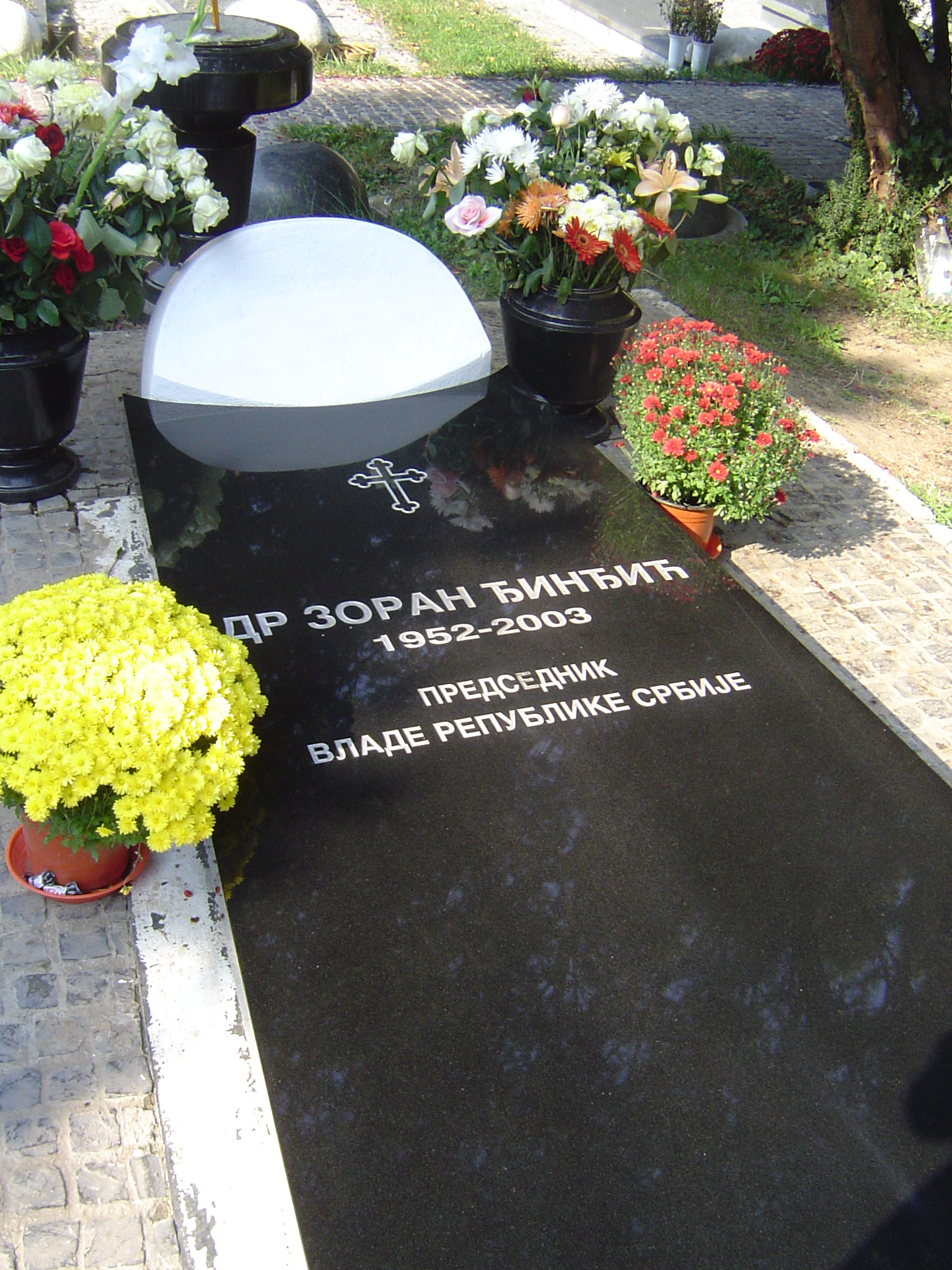
Sepultura de Zoran Đinđić

A "Alameda dos Cidadãos Distintos" (em sérvio:  Алеја заслужних грађана / Aleja zaslužnih građana) foi criada em 1965, sendo usada desde então no sepultamento de cidadãos distintos. Antes do sepultamento um procedimento especial deve ser cumprido e aprovado pela assembleia da cidade e pelo Prefeito de Belgrado.
- Paja Jovanović (1859–1957), pintor. A urna com sua cinzas foi transferida para cá após a morte de sua mulher.[14]
- Slobodan Jovanović (1869–1958), historiador, advogado, crítico literário e político[13]
- Milo Milunović (1897–1967), pintor[13]
- Radivoj Korać (1938–1969), jogador de basquete[15]
- Bojan Stupica (1910–1970), diretor de teatro e cinema[16]
- Petar Lubarda (1907–1974), pintor[17][13]
- Ivo Andrić (1892–1975), escritor e Nobel de Literatura[18]
- Miloš Crnjanski (1893–1977), poeta, escritor e diplomata[19]
- Ivan Tabaković (1898–1977), pintor[13]
- Ljubinka Bobić (1897–1978), atriz[20]
- Stojan Aralica (1883–1980), pintor[21]
- Meša Selimović (1910–1982), escritor[13]
- Dušan Radović (1922–1984), journalist e escritor[22]
- Branko Ćopić (1915–1984), escritor[13]
- Zoran Radmilović (1933–1985), ator[23]
- Matija Vuković (1925–1985), sculptor[21]
- Kosta Nađ (1911–1986), Yugoslav Partisan Army general[13]
- Danilo Kiš (1935–1989), escritor[24]
- Oskar Davičo (1909—1989), escritor[13]
- Stjepan Bobek (1923–2010), footballer
- Rrahman Morina (1943–1990), político comunista[21]
- Miodrag Bulatović (1930–1991), escritor[13]
- Vasko Popa (1922–1991), poeta[13]
- Borislav Pekić (1930–1992), escritor[13]
- Jovan Rašković (1929–1992), psiquiatra e político
- Koča Popović (1908–1992), Partisan Army general, Chiefs of the General Staff of the Yugoslav People's Army, Foreign Minister, Vice President of Yugoslavia[13]
- Miloš Žutić (1939-1993), ator[21]
- Rahela Ferari (1911–1994), atriz[13]
- Mija Aleksić, (1923–1995), ator[25]
- Milić od Mačve (1934–2000), pintor[13]
- Radmila Savićević (1926-2001), atriz[13]
- Zoran Đinđić (1952–2003), Prime Minister of Serbia[26]
- Bata Paskaljević (1923–2004), ator[13]
- Stevo Žigon (1926–2005), ator e diretor[13]
- Ljuba Tadić (1929–2005), ator[27]
- Žika Mitrović (1921–2005), diretor de cinema e screenwriter[13]
- Nikola Ljubičić (1916–2005), general do exército, ministro da defesa da Iugoslávia, Presidentes da Sérvia[13]
- Dragan Lukić (1928-2006), poeta[13]
- Nenad Bogdanović (1954–2007), Mayor of Belgrade[28]
- Mira Alečković (1924–2008), poeta[13]
- Olja Ivanjicki (1931–2009), pintor e sculptor[13]
- Mladen Srbinović (1925—2009), pintor[13]
- Milorad Pavić (1929–2009), escritor e historiador literário[13]
- Oskar Danon (1913–2009), compositor[13]
- Rade Marković (1921–2010), ator[13]
- Momo Kapor (1937–2010), escritor e pintor[13]
- Voki Kostić (1931–2010), compositor[13]
- Petar Kralj (1941–2011), ator[13]
- Branislav Crnčević (1933–2011), escritor e político[13]
- Olivera Marković (1925–2011), atriz[13]
- Milorad Bata Mihailović (1923–2011), pintor[13]
- Jelena Genčić (1936–2013), atleta[21]
- Ružica Sokić (1934–2013), atriz[21]
- Velimir Bata Živojinović (1933-2016), ator[1]
- Dragan Nikolić (1943-2016), ator[1]
- Nebojša Glogovac (1969–2018), ator[29]
- Milena Dravić (1940-2018), atriz[1]
- Šaban Šaulić (1951-2019), singer

### Sepulturas familiares
Personalidades significativas da história, cultura e ciência da Sérvia foram sepultadas em suas sepulturas individuais ou familiares, incluindo:
- Ilija Čarapić (1792-1844), prefeito de Belgrado[1]
- Uzun-Mirko Apostolović (1782-1868), comandante militar[1]
- Ilija Garašanin (1812-74), político[1]
- Đura Jakšić (1832-78), poeta e pintor[1]
- Katarina Ivanović (1811-82), pintor[1]
- Jevrem Grujić (1826-95), político[1]
- Jovan Ristić (1831-99), político[1]
- Matija Ban (1818-1903), escritor e diplomata[1]
- Nadežda Petrović (1873-1915), pintor[1]
- Andra Nikolić (1853-1918), academic e político[1]
- Pavle Jurišić Šturm (1848-1922), general[1]
- Stevan Todorović (1832-1925), pintor[1]
- Poleksija Todorović (1848-1939), pintorNegrito[1]
- Petar Bojović (1858-1945), marechal de campo[1]
- Stanislav Vinaver (1891-1955), escritor[1]
- Aleksandar Deroko (1894-1988), arquiteto[1]
- Vladeta Jerotić (1924-2018), psiquiatra[1]

## Galeria

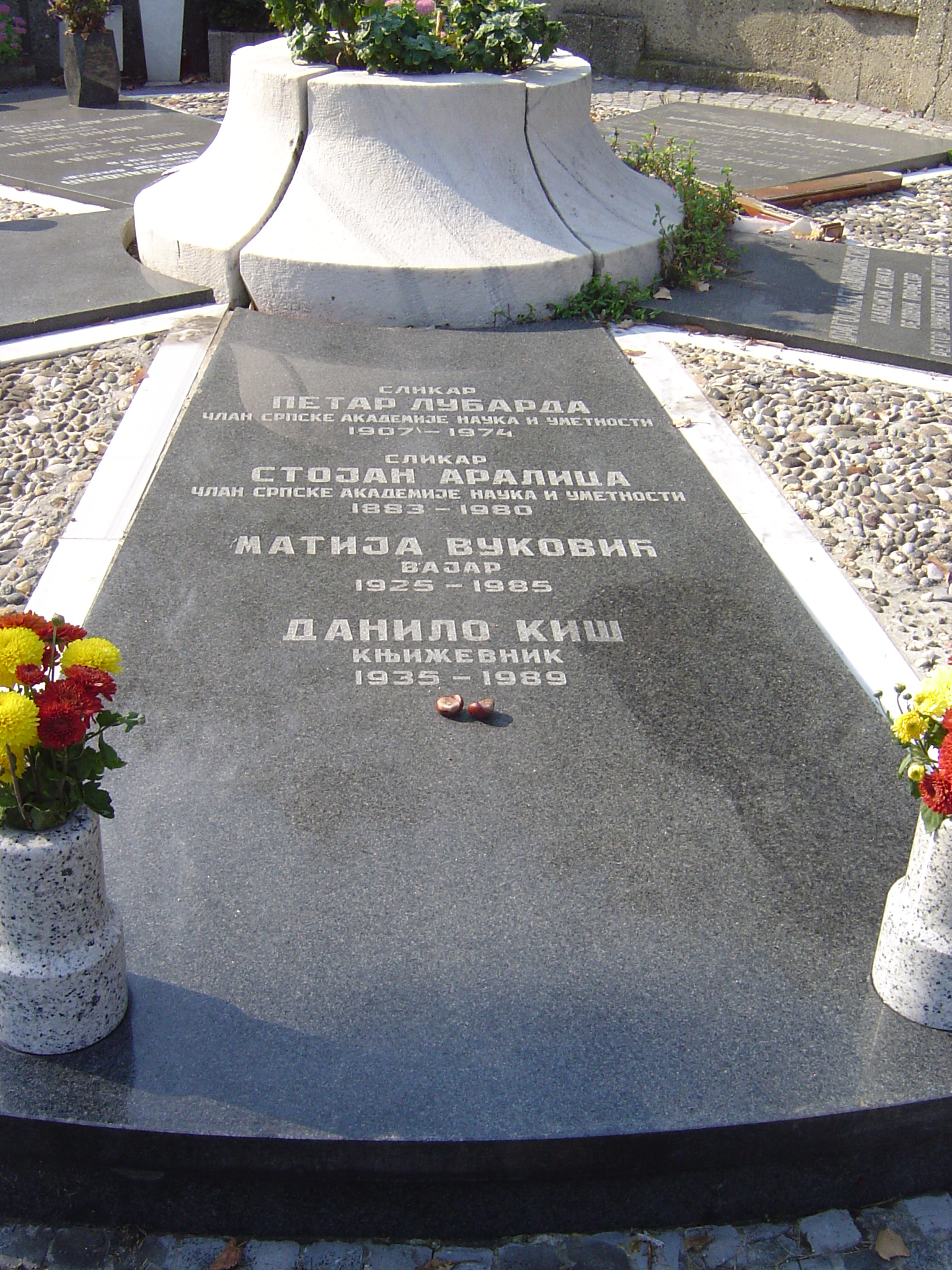
Petar Lubarda, Stojan Aralica, Matija Vuković e Danilo Kiš
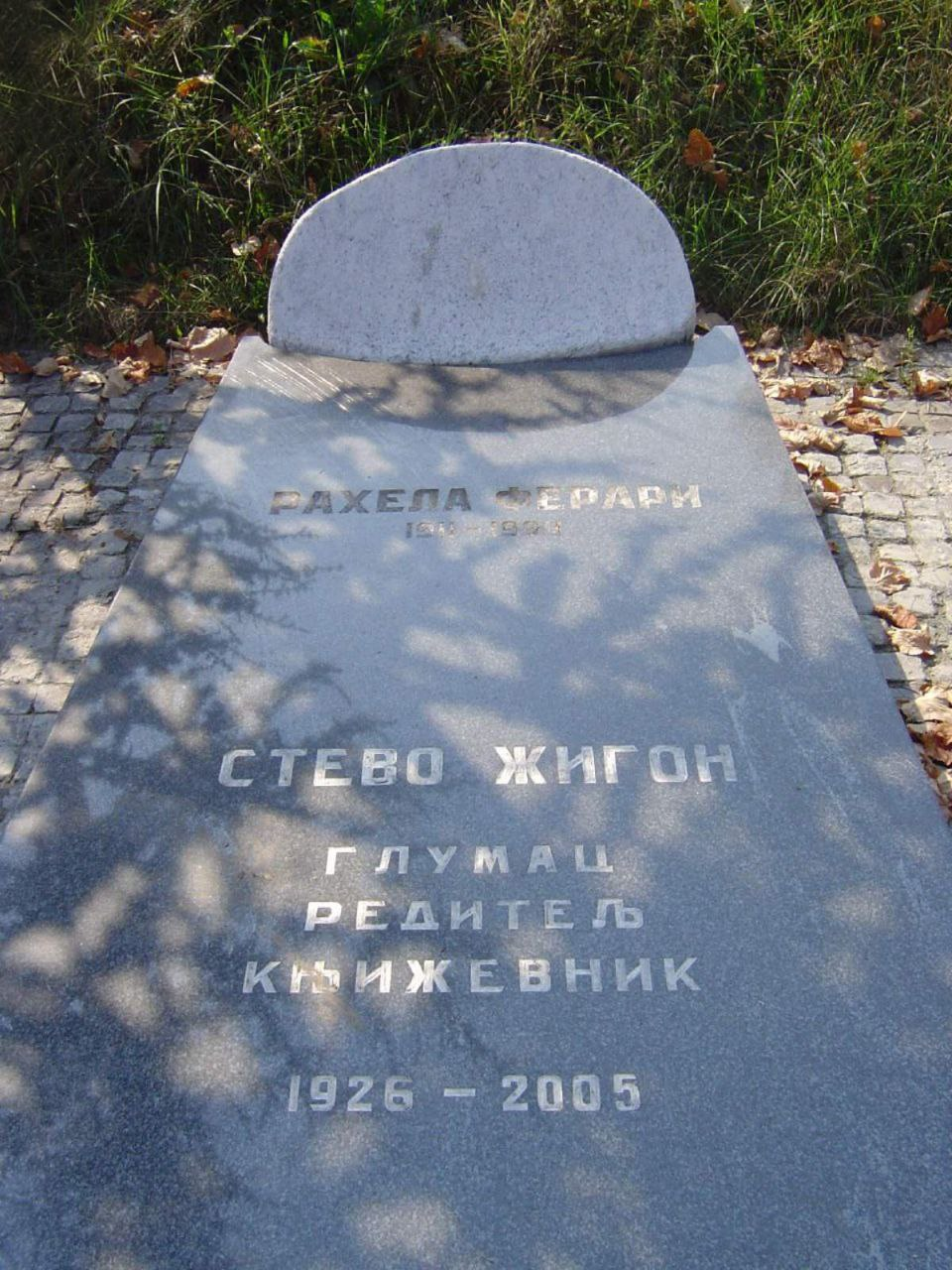
Stevo Žigon and Rahela Ferari
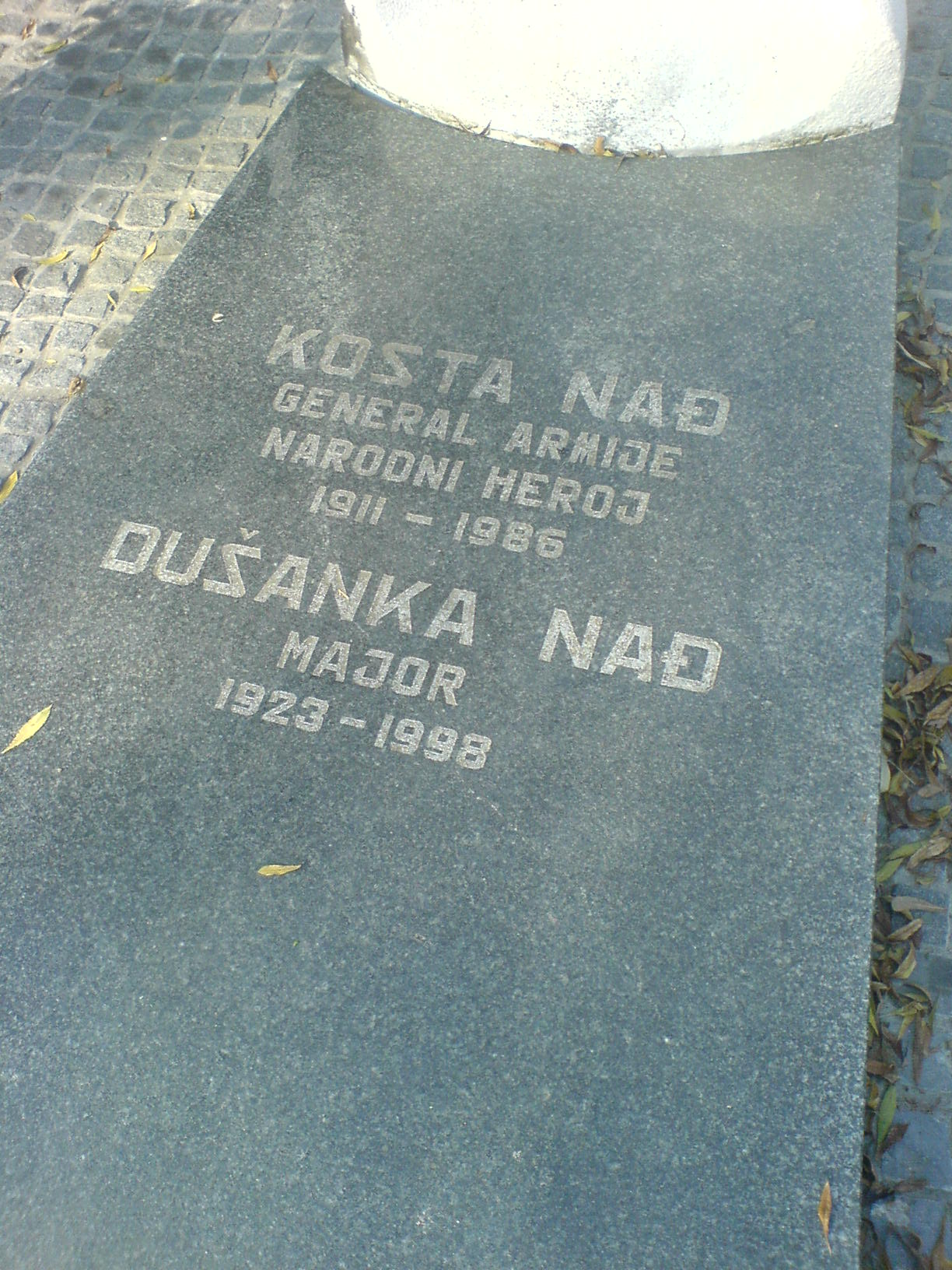
Kosta Nađ
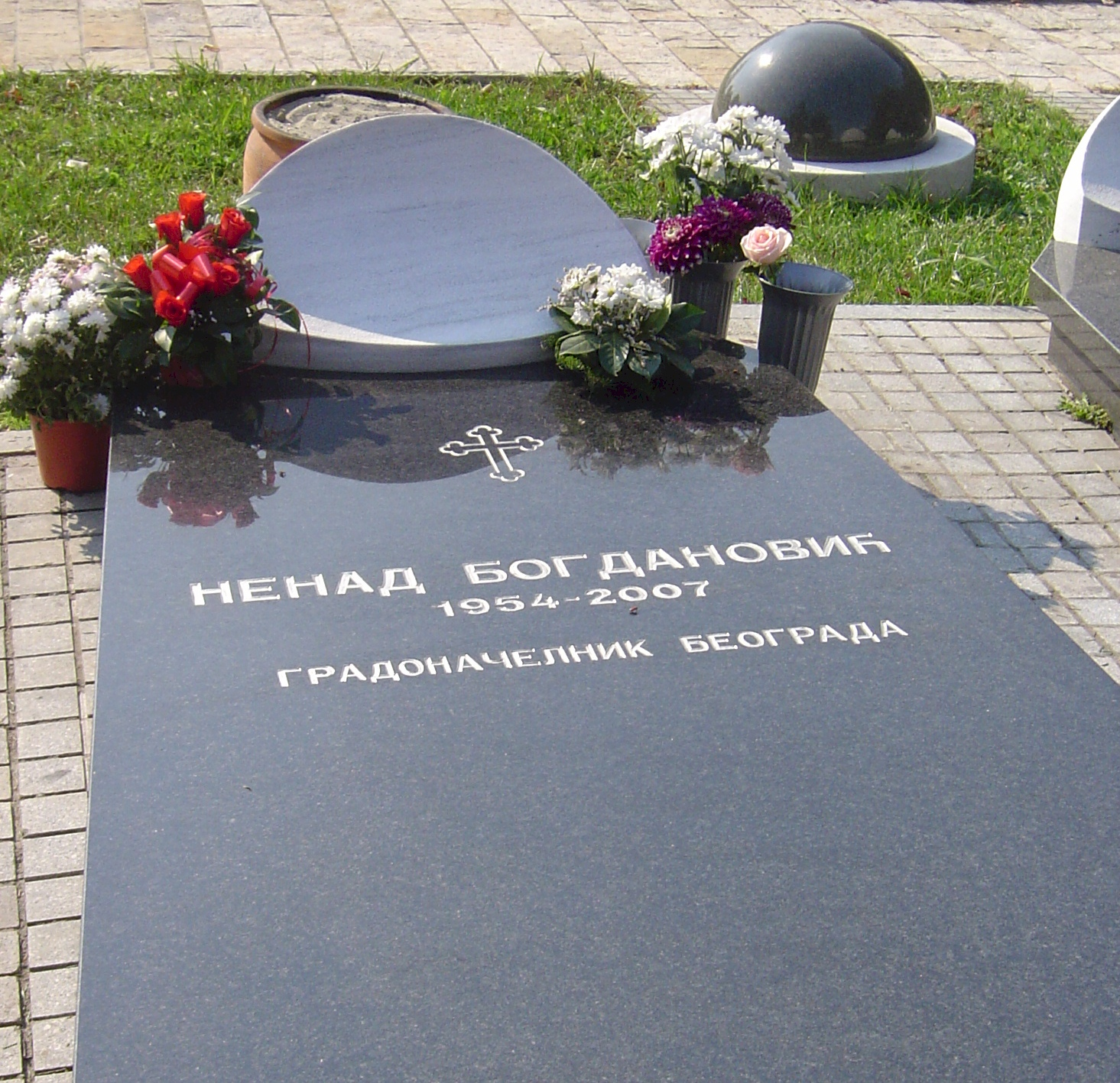
Nenad Bogdanović
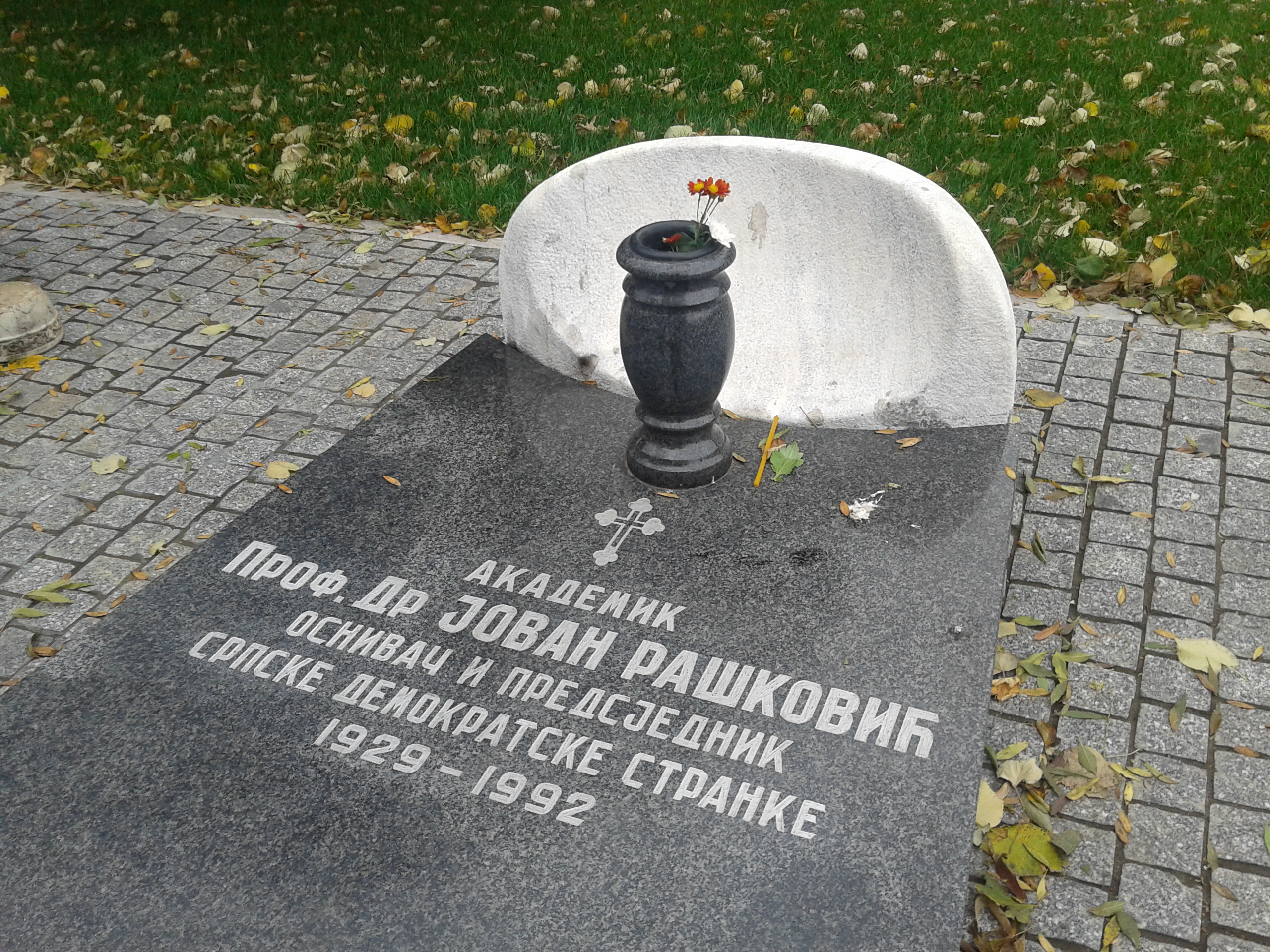
Jovan Rašković
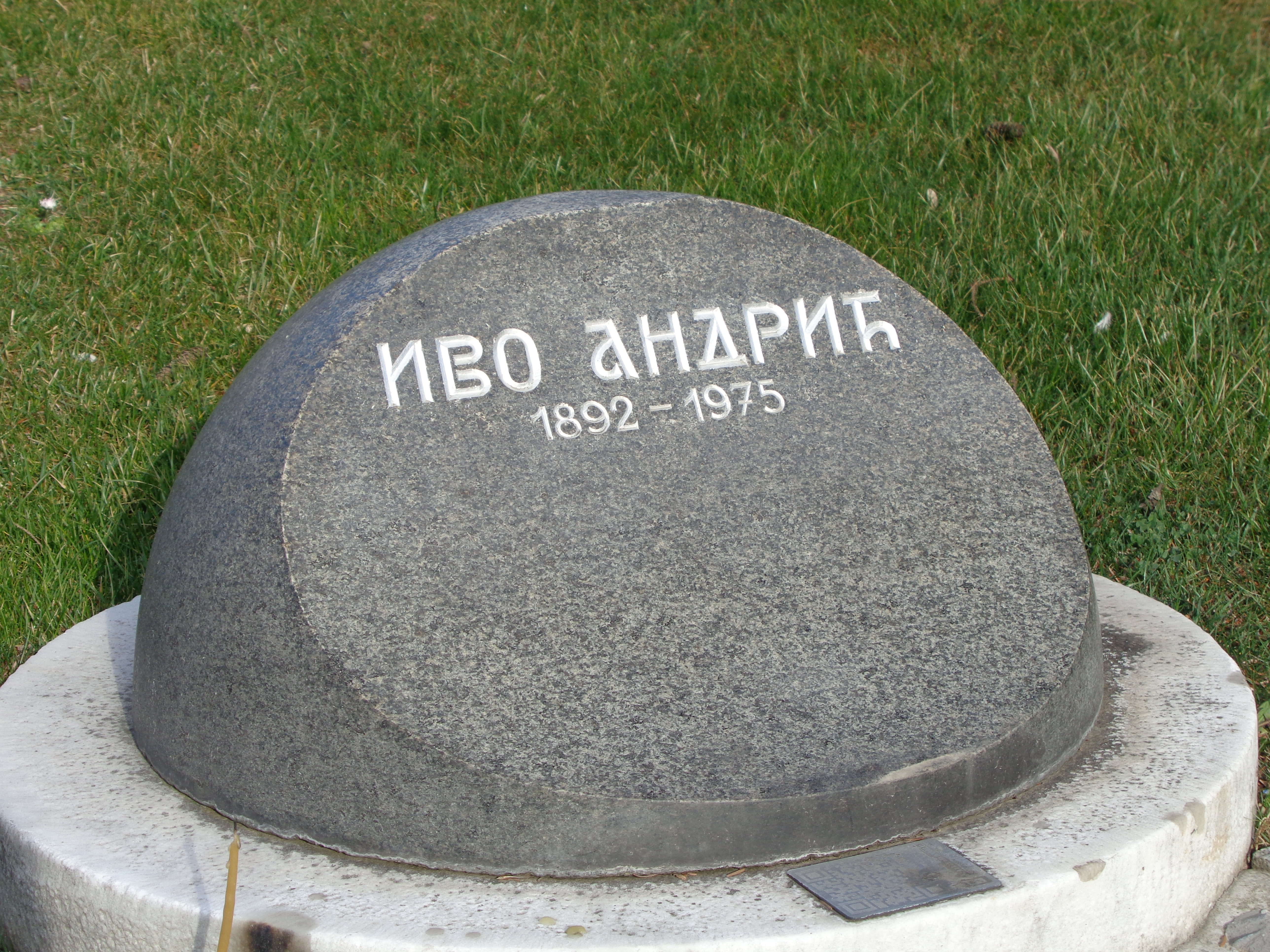
Ivo Andrić
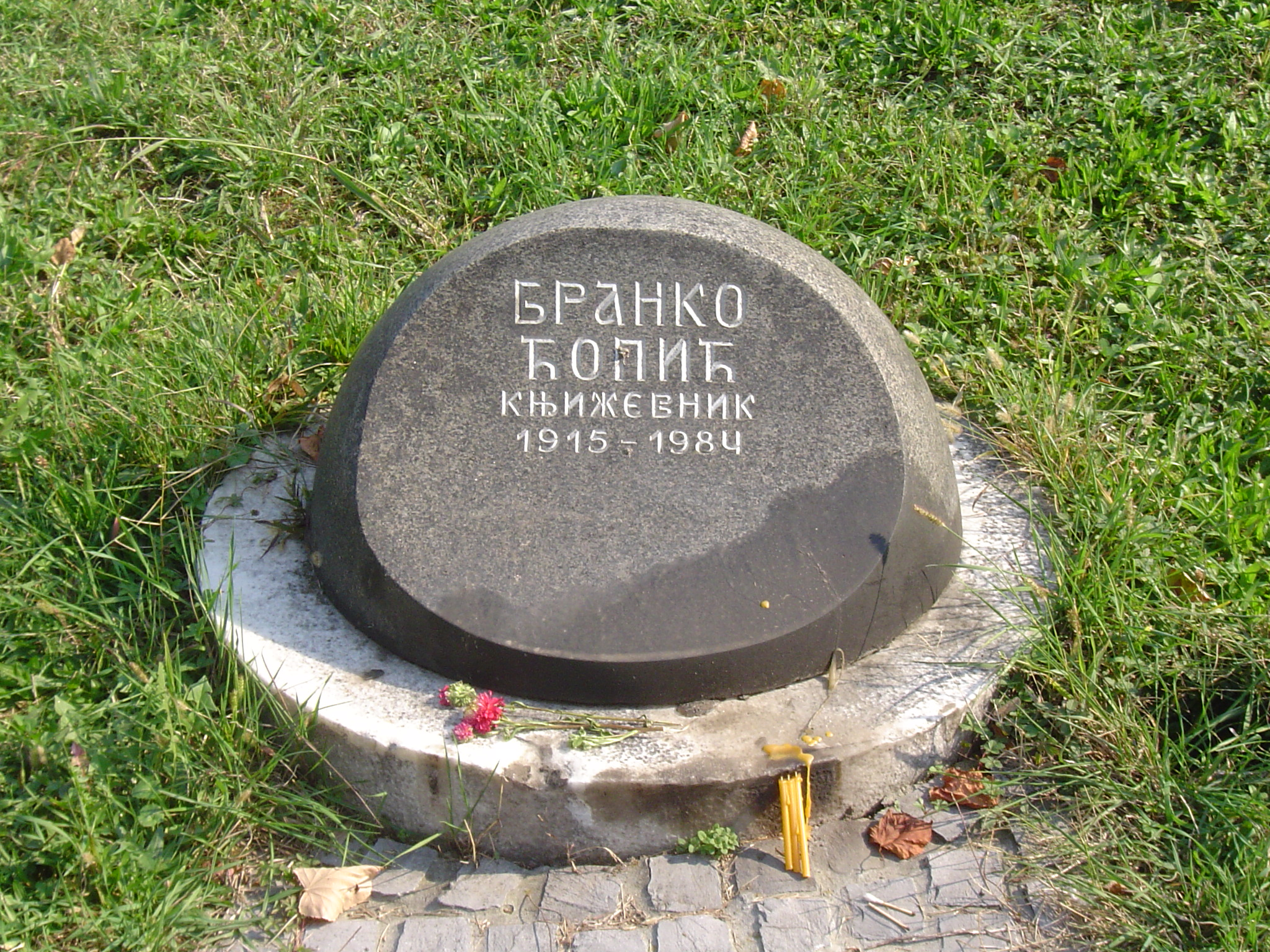
Branko Ćopić
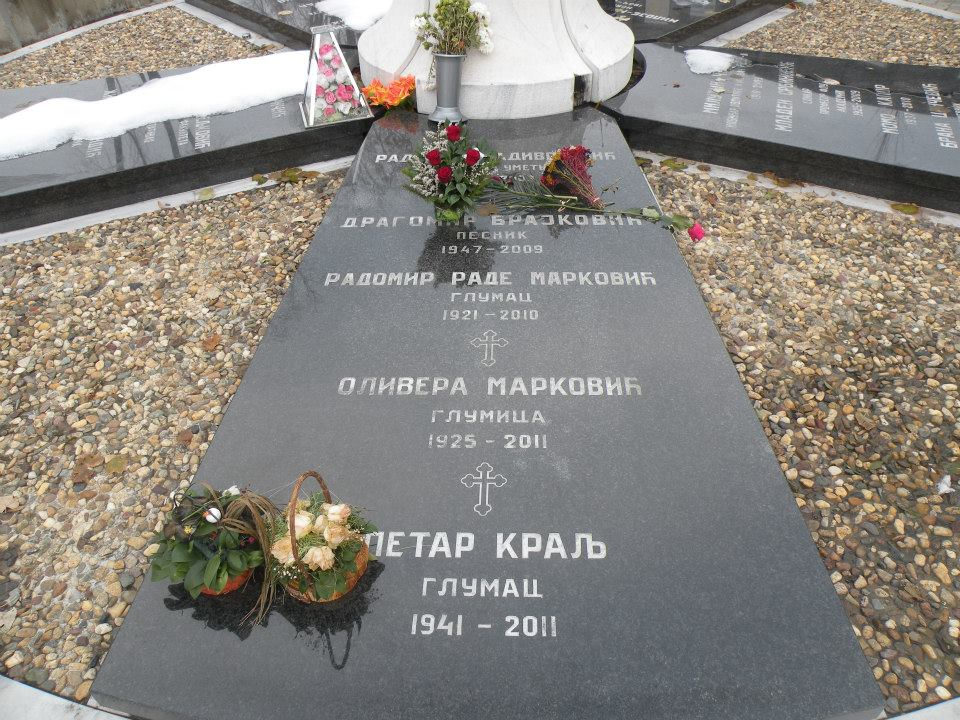
Radoslav Radivojević, Dragomir Brajković, Rade Marković, Olivera Marković and Petar Kralj
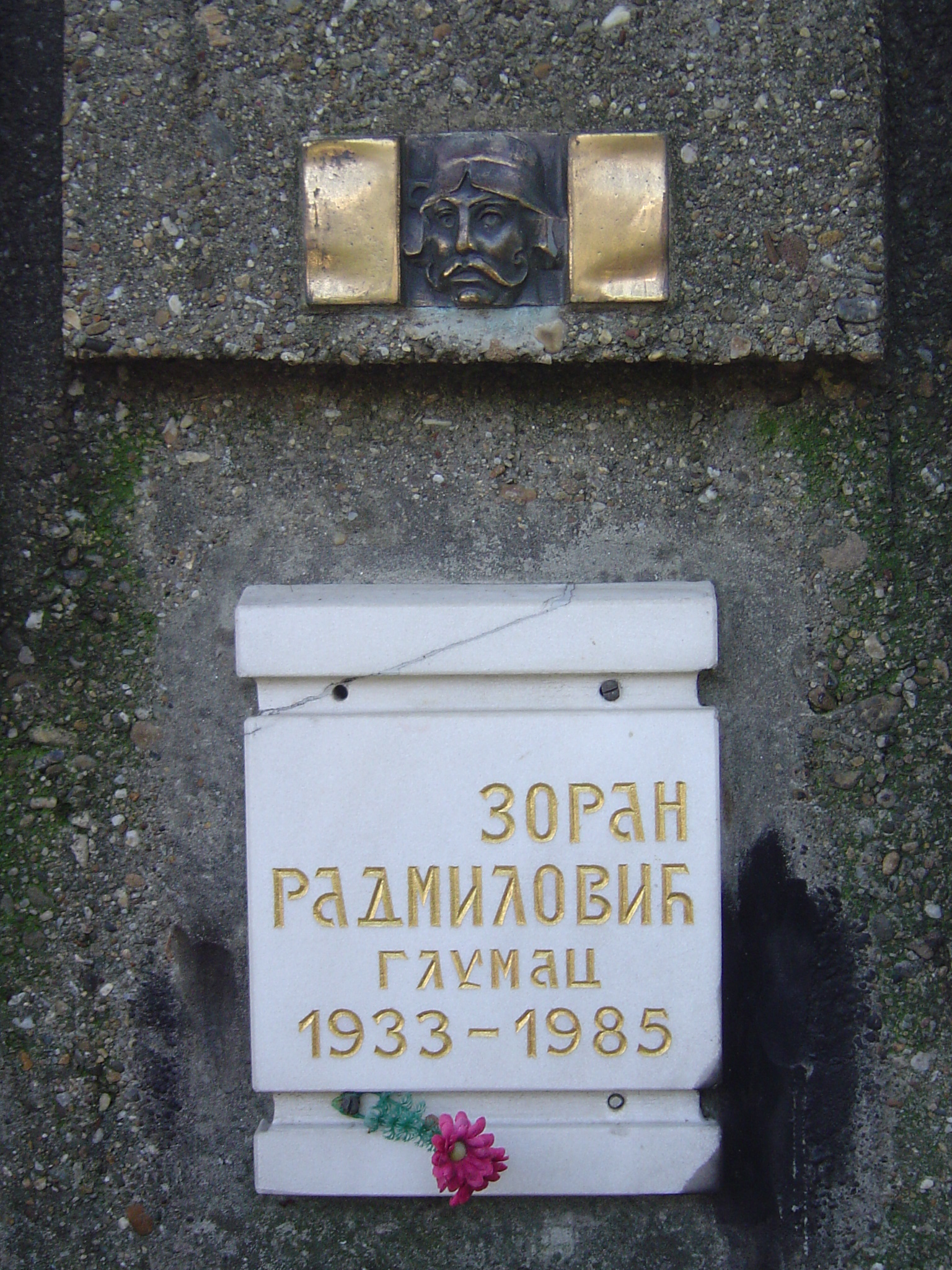
Zoran Radmilović
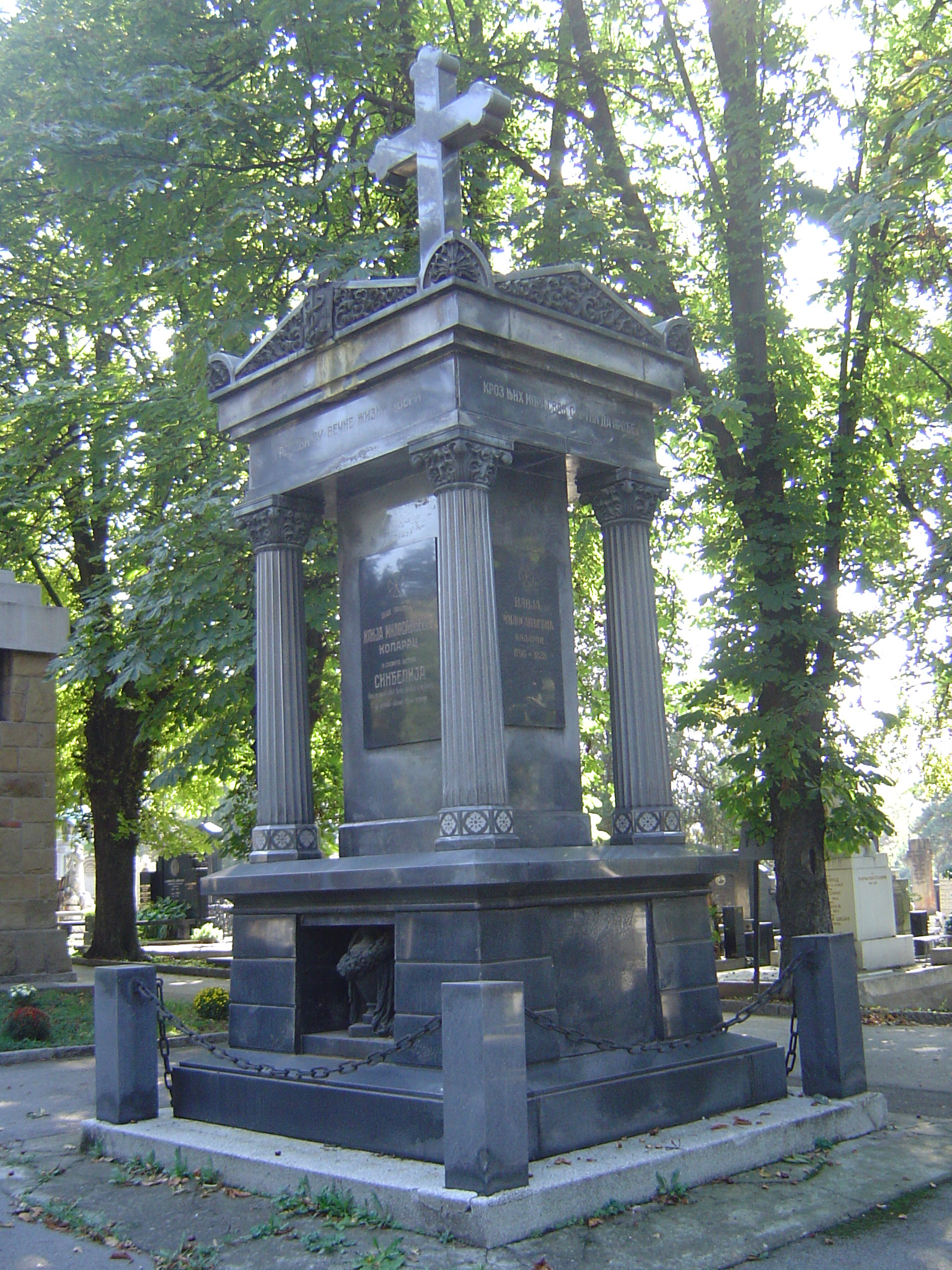
Ilija Milosavljević Kolarac
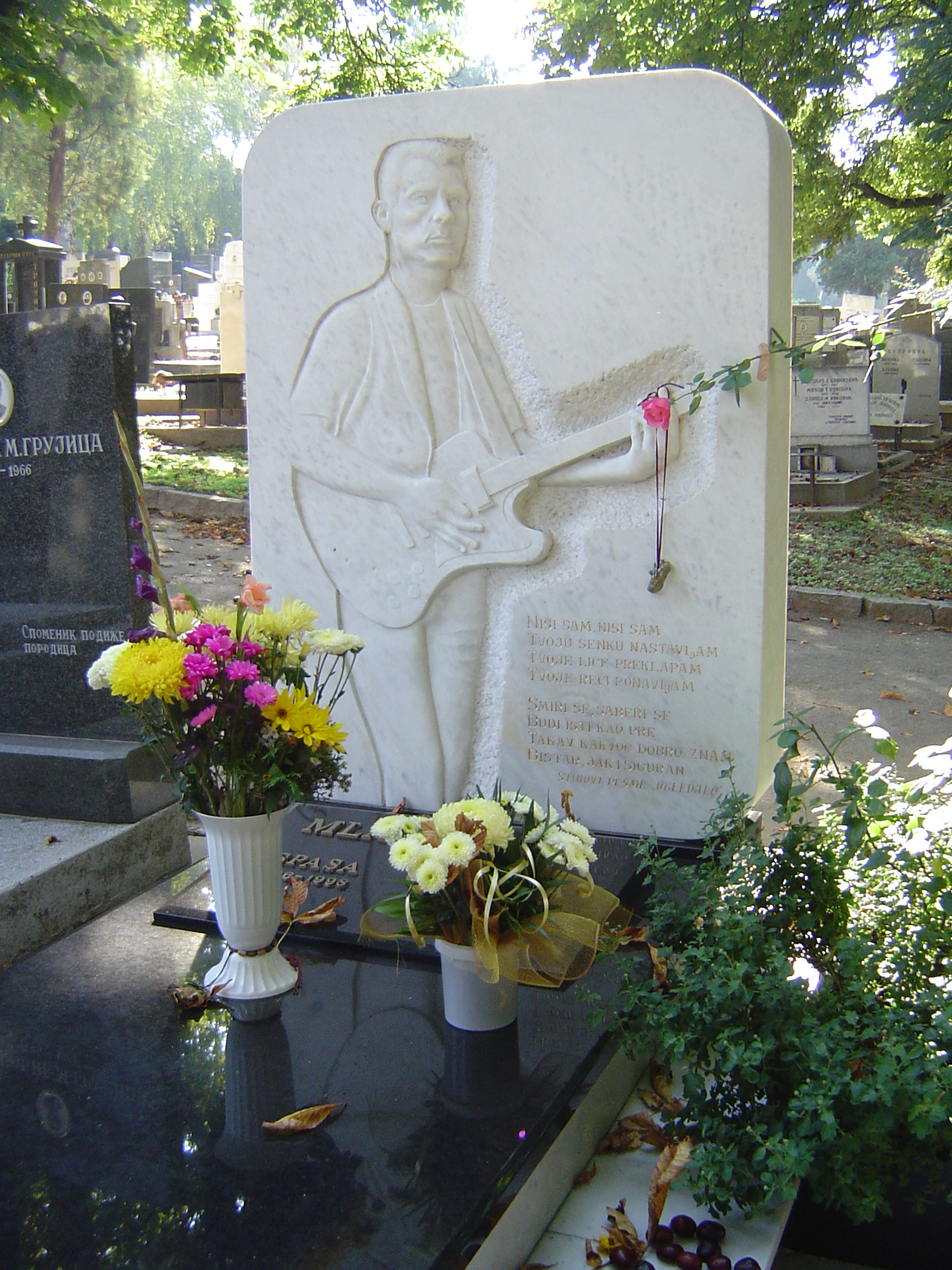
Milan Mladenović
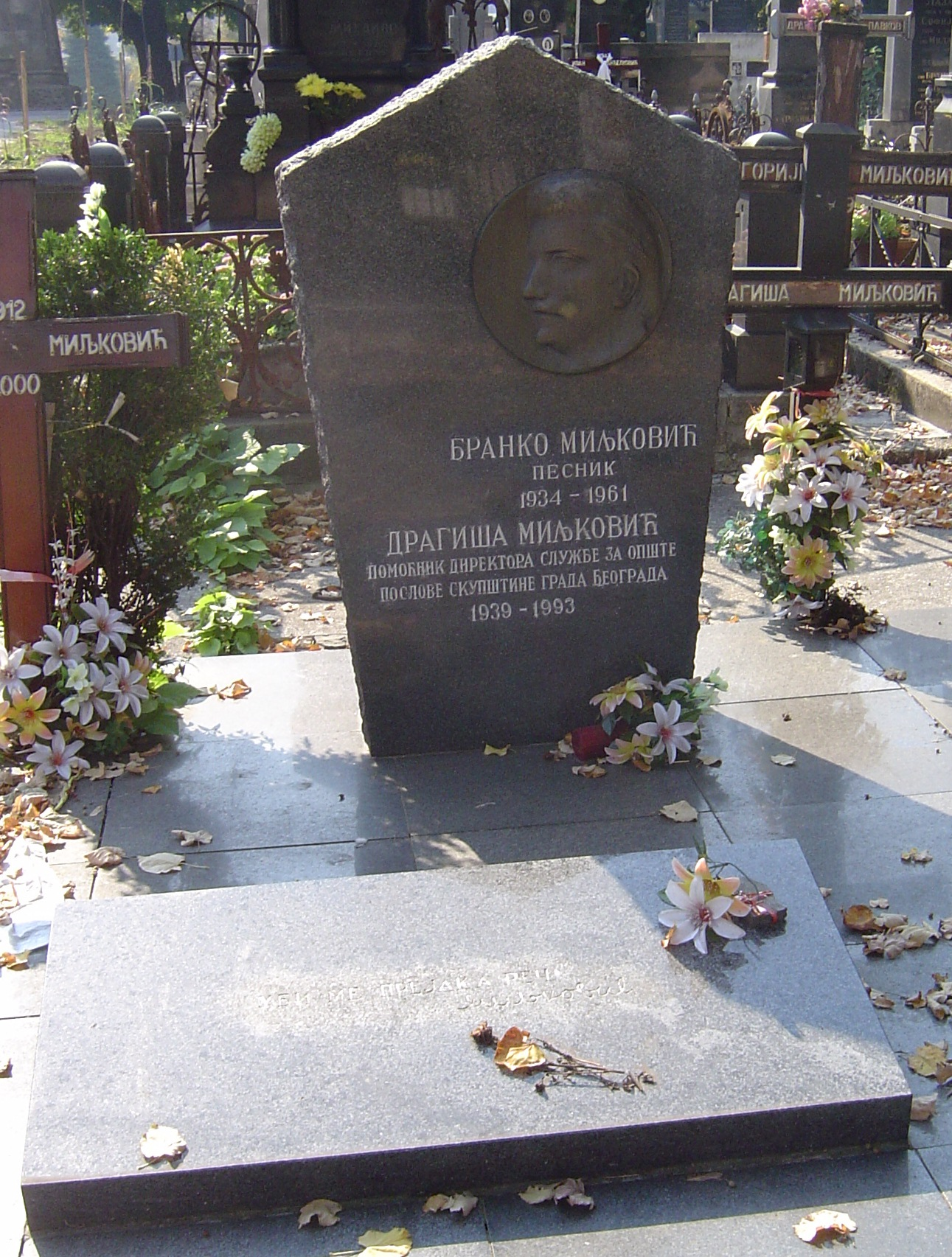
Branko Miljković
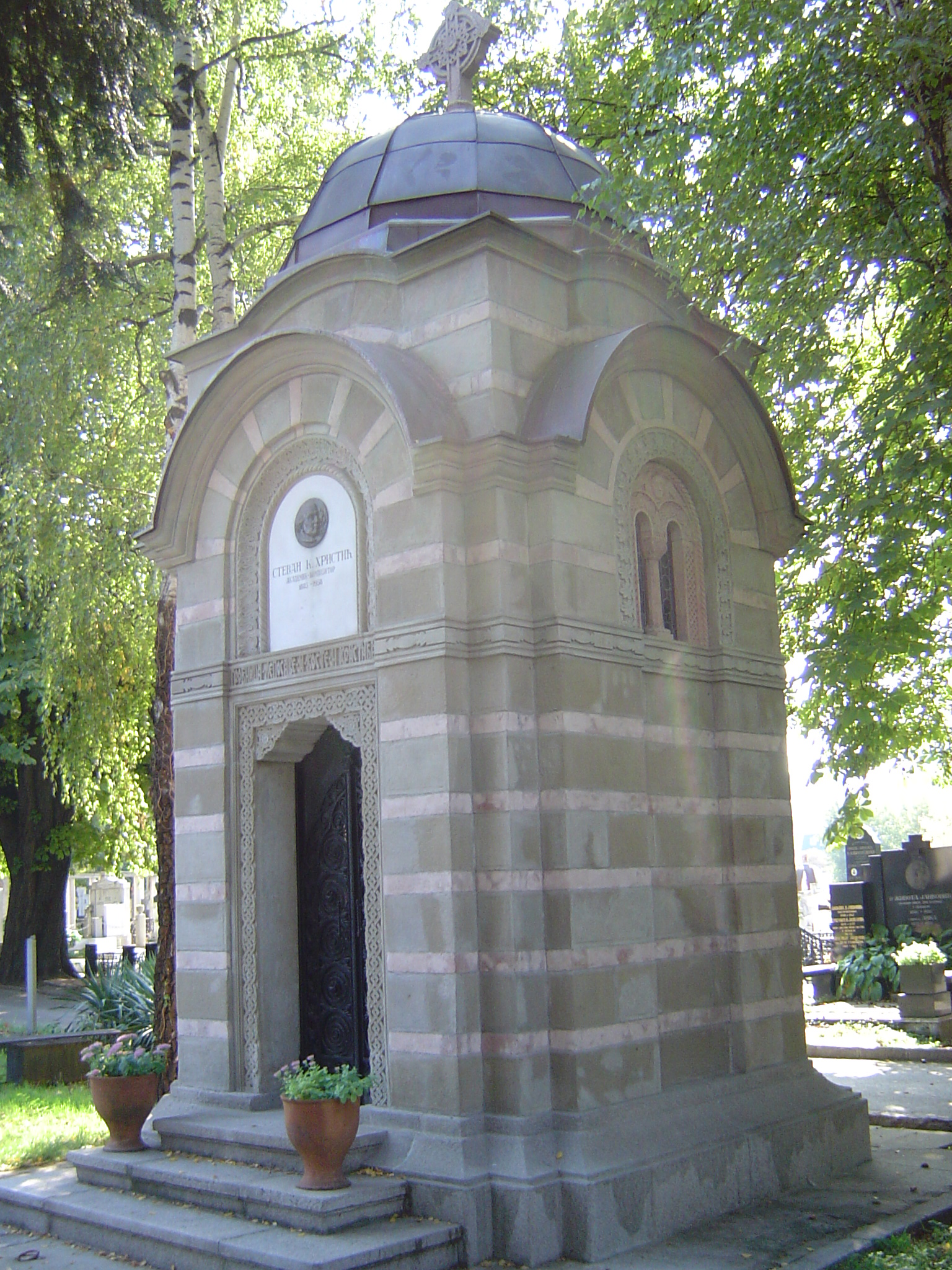
Stevan Hristić
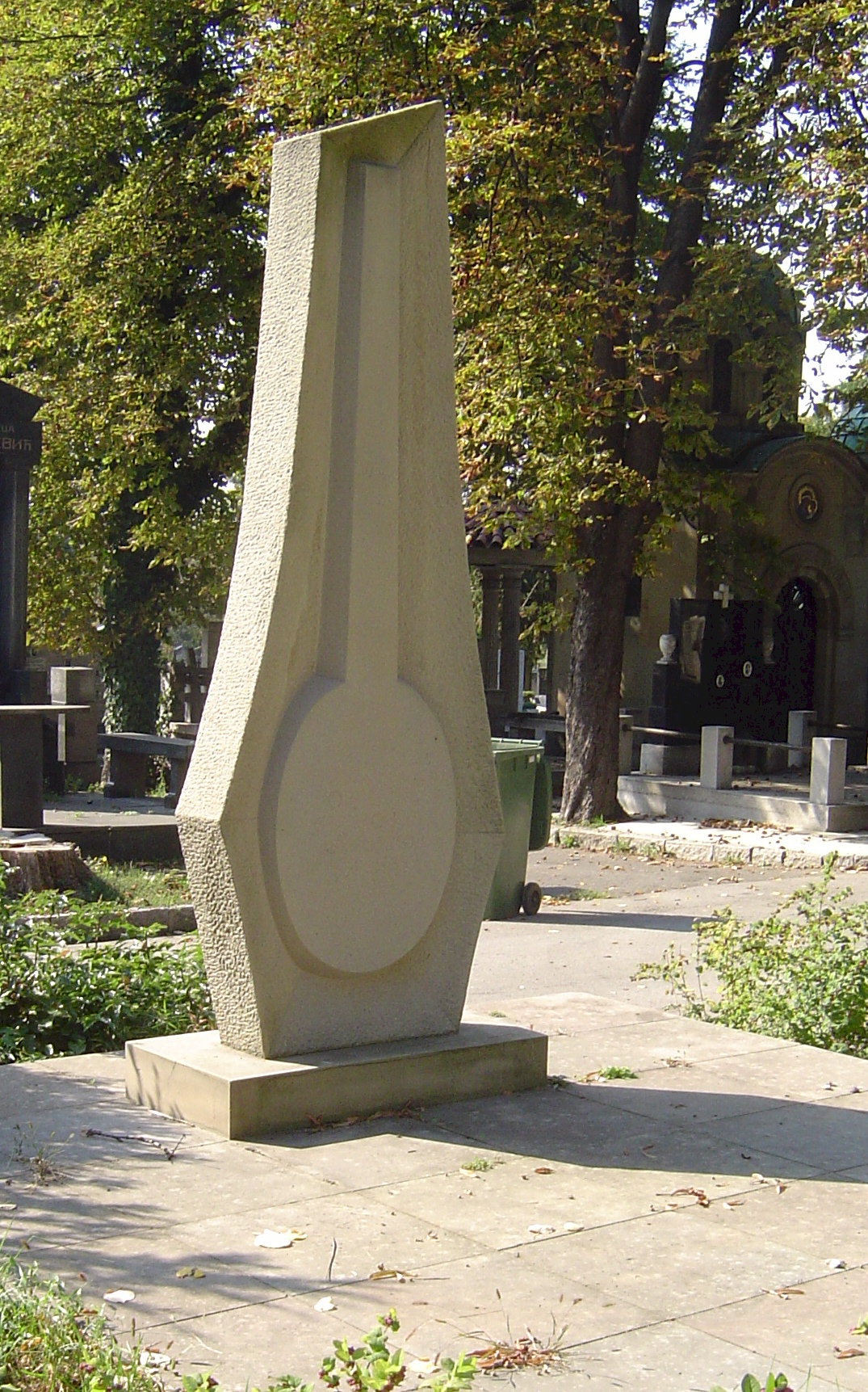
Kornelije Stanković
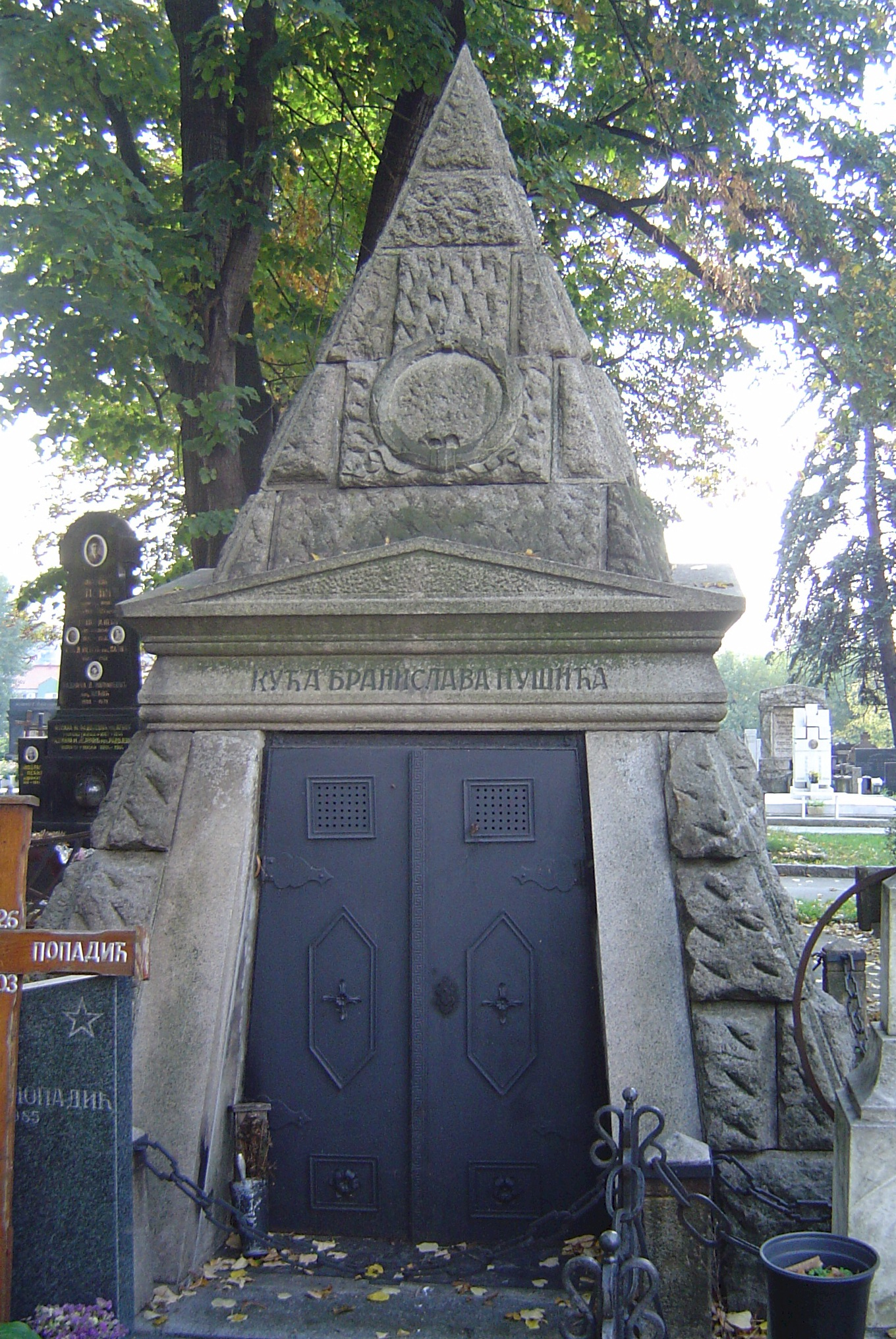
Branislav Nušić
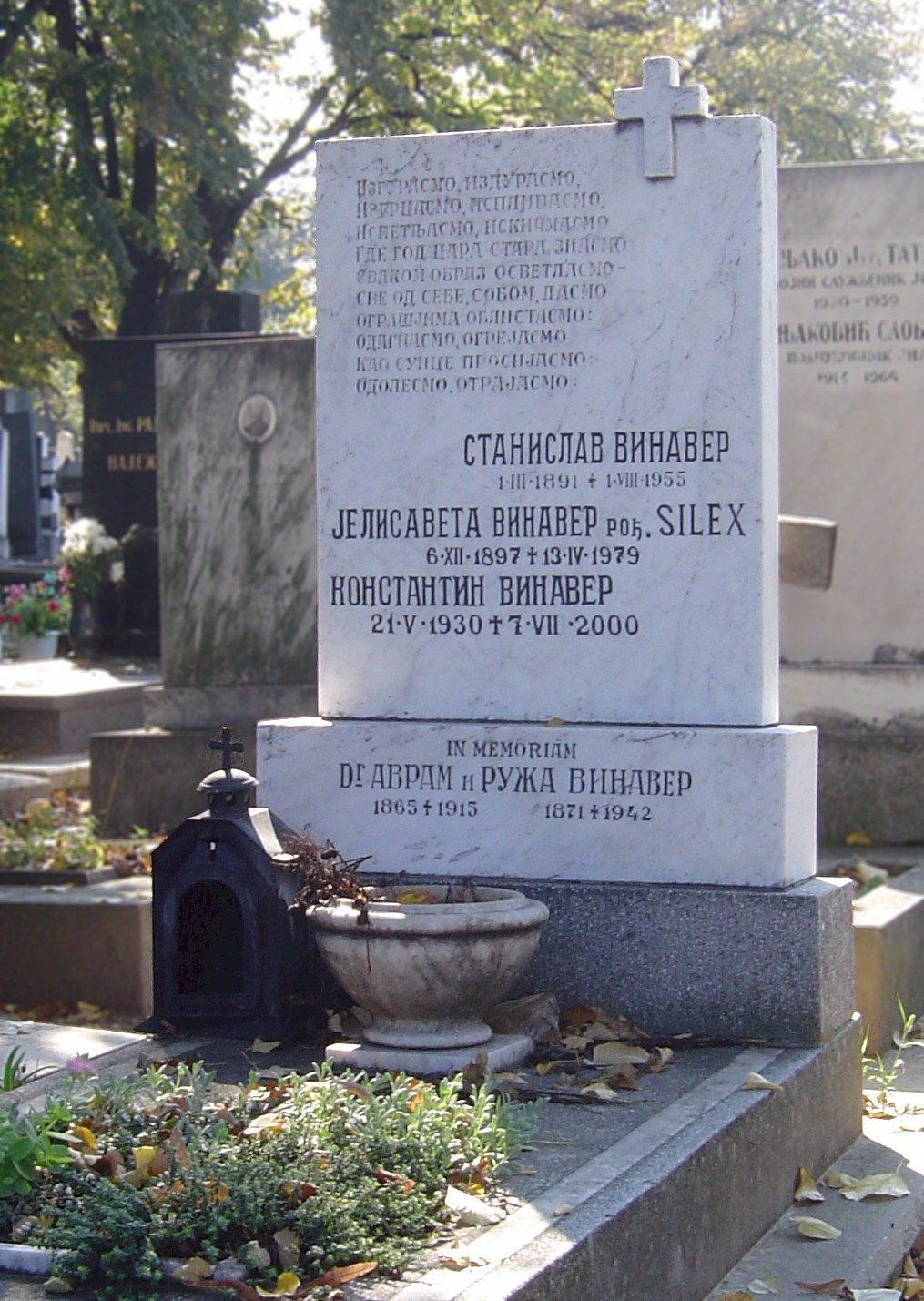
Stanislav Vinaver